# Telitoxicum
Telitoxicum é um género botânico pertencente à família Menispermaceae.

## Espécies
- Telitoxicum duckei
- Telitoxicum glaziovii
- Telitoxicum inopinatum
- Telitoxicum krukovii
- Telitoxicum minutiflorum
- Telitoxicum negroense
- Telitoxicum peruvianum
- Telitoxicum rodriguesii

1. ↑  «Telitoxicum — World Flora Online». www.worldfloraonline.org. Consultado em 19 de agosto de 2020